# کیوپ
کیوپ بختیاری
کیوپ، روستایی از توابع بخش مرکزی شهرستان باغ‌ملک در استان خوزستان  قرار دارد.
این روستا در کنار رودخانه زرد و در کوهپایه های پر از بلوط زاگرس قرار دارد .

## اصل نصب اهالی روستا
زبان مردم این روستا بختیاری میباشد که از نظر نژاد و نصب به ایل چهارلنگ از طایفه کیان ارثی یا کیانرسی تیره کیوپی میباشد‌ و یکی از بزرگان چهارلنگ در منطقه می‌باشند و به دلیل ندادن مالیات به دولت و خوانین ، انها را رئیس نسبت دادند
رسم روسمات این روستا بر پایه ایل بختیاری است.

## طبیعت
این روستا از نظر طبیعت بسیار غنی است و در این روستا درخت های پرتغال.انجیر.گردو.انار.انگور.توت.الو و بلوط وجود دارد.
روستای کیوپ از طبعیت خارق‌العاده و دست نخورده ایی برخورد دار است و باغات و رودخانه ها و کوها و چشمه های زیادی را در خود جا داده است.

## شغل مردم روستا
مردم این روستا اکثرا به دامداری و کشاورزی مشغول هستند.

## وجهیه اسمی
کیوپ به معنای کیپ بودن و محاصره بودن توسط کوها است.

## جمعیت
این روستا در دهستان منگشت قرار دارد و براساس سرشماری مرکز آمار ایران در سال ۱۳۸۵، جمعیت آن ۴۵۸ نفر (۸۲خانوار) بوده‌است.